# Rhyacophila kawaraboensis
Rhyacophila kawaraboensis är en nattsländeart som beskrevs av Kobayashi 1976. Rhyacophila kawaraboensis ingår i släktet Rhyacophila och familjen rovnattsländor. Inga underarter finns listade i Catalogue of Life.